# مارتن بوشيل
مارتن بوشيل (بالألمانية: Martin Büchel)‏ هو لاعب كرة قدم ليختنشتاني في مركز الوسط، ولد في 19 فبراير 1987 في فادوتس في ليختنشتاين. شارك مع منتخب ليختنشتاين لكرة القدم. أما مع النوادي، فقد لعب مع ديبورتيفو فابريل وديبورتيفو لاكورونيا ونادي زيورخ ونادي فادوتس.

## وصلات خارجية
- مارتن بوشيل على موقع الاتحاد الأوربي (الإنجليزية)
- مارتن بوشيل على موقع قاعدة بيانات كرة القدم.إي يو (الإنجليزية)
- مارتن بوشيل على موقع ناشيونال فوتبول تيمز (الإنجليزية)
- مارتن بوشيل على موقع Soccerway.com (الإنجليزية)
- مارتن بوشيل على موقع AS.com (الإسبانية)